# Gyrinus colymbus
Gyrinus colymbus ist eine Käferart aus der Familie der Taumelkäfer (Gyrinidae).

## Merkmale
Die Käfer erreichen eine Körperlänge von 5,5 bis 7 Millimetern. Die Deckflügel sind am Grunde sehr fein chagriniert (Narbenmuster) oder sehr eng punktförmig strukturiert. Die Epipleuren am Halsschild und den Deckflügeln sind ganz oder teilweise gelb gefärbt, die Beine sind immer gelb. Das letzte Hinterleibssegment ist rostfarben. 

## Vorkommen
Die Art ist vor allem in Südosteuropa verbreitet. Sie kommt in Ungarn, Tschechien, der Slowakei, auf dem Balkan und teilweise auch in Mitteleuropa und bis nach Norditalien und Südostfrankreich vor.